# حادثه دادخواست بیست و دو درباری
حادثهٔ راهپیمایی بیست و دو درباری (به ژاپنی: 廷臣二十二卿列参事件 ていしんにじゅうにきょう れっさんじけん)، آشوبی بود که توسط اشراف درباری در روز ۳۰ ماه هشتم ۱۸۶۶ تقویم قدیم ( ۸ اکتبر ۱۸۶۶ میلادی) رخ داد.

## نمای کلی
امپراتور کومی معتقد بود که دربار امپراتوری و شوگون‌سالاری باید با یکدیگر همکاری کنند و بنابراین به شوگون‌سالاری عمیقاً اعتماد داشت و اداره حکومت را به آنها سپرد ، اما از رفتار لجام‌گسیخته اشراف طرفدار امپراتوری و ضد خارجی که از این امر ناراضی بودند، نگران بود. سرانجام، درگیری بین جناح سوننو-جوئی و امپراتور آشکار شد و پس از کودتای ۱۸ اوت و سایر رویدادها، اشراف سوننو-جوئی از دربار امپراتوری اخراج شدند.
با این حال، پس از آنکه دومین لشکرکشی چوشو در سال ۱۸۶۶ با شکست نیروهای شوگون‌سالاری به پایان رسید، صداهایی بلندتر شد که خواستار بازگرداندن اشراف سوننو-جوئی به دربار امپراتوری بودند. در این بحبوحه، شورشی رخ داد که در آن ۲۲ نفر از اشراف به رهبری اوهارا شیگه‌نوری به دربار امپراتوری هجوم آوردند تا پیشنهادهایی در مورد امور ملی، مانند بازگشت اشراف تبعیدی و اصلاح حکومت امپراتوری، ارائه دهند. با این حال، امپراتور این پیشنهاد را رد کرد و در عوض ۲۲ مرد را در حبس خانگی قرار داد و اعتماد بی‌چون و چرای خود را به شوگون‌سالاری نشان داد.
گفته می‌شود که پشت این ماجرا نقشه‌ای از سوی ایواکورا تومومی، که در روستای ایواکورا  در حصر خانگی بود ، نهفته بود که بعدها منجر به سوءظن‌هایی مبنی بر ترور امپراتور توسط ایواکورا شد.